# NGC 1888
NGC 1888 ist eine Balken-Spiralgalaxie vom Hubble-Typ SBc/P im Sternbild Hase nördlich der Ekliptik. Sie ist schätzungsweise 97 Millionen Lichtjahre von der Milchstraße entfernt und hat einen Durchmesser von etwa 100.000 Lichtjahren. Gemeinsam mit NGC 1889 bildet sie das wechselwirkende Galaxienpaar Arp 123. Halton Arp gliederte seinen Katalog ungewöhnlicher Galaxien nach rein morphologischen Kriterien in Gruppen. Diese Galaxie gehört zu der Klasse Elliptischer Galaxien nahe bei Spiralgalaxien und diese störend (Arp-Katalog). 
Das Objekt wurde am 31. Januar 1785 von Wilhelm Herschel entdeckt.